# ホセ・ルイス・ロマニリョス
- ホセ・ルイス・ロマニロス

ホセ・ルイス・ロマニリョス（スペイン語: Jose Luis Romanillos, 1932年6月17日 - 2022年2月11日）は、スペイン・マドリード出身のギター製作家、ギター研究家。『デイリー・メール』紙はロマニリョスのギターを「ギターのストラディバリウス」と称えた。

## 経歴
1932年にマドリードに生まれ、13歳の時に家具職人に弟子入りした。1956年にはイギリスにわたり、その数か月後にはロンドンに落ち着いた。1961年にはロンドンで初めてスペイン風ギターを製作し、1970年にはウィルトシャー州セムリー町にギター工房を構えた。イギリス工芸評議会のメンバーとしても10年間働いた。ラベルに表記されるブランド名は、1991年後半には「Jose Luis Romanillos」から「Jose Luis Romanillos & Son」に変更されている。1995年からはスペインのカスティーリャ＝ラ・マンチャ州グアダラハラ県シグエンサのギホーサ地区に住んでいた。
著名なギター製作家であると共に、現代的なギターデザインの父、アントニオ・デ・トーレス（1817 - 1892）の研究家としても有名で、1987年にアントニオ・デ・トーレスに関する研究書「Antonio de Torres-Guitar Maker-His Life and Work」を出版した。またトーレスが1858年に製作した、FE08と呼ばれるギターの複製も行っている。2002年にはワイフのマリアンと共同で、『The Vihuela de Mano and the Spanish Guitar』というタイトルのギター事典（英語）を出版した。